# 陶洪
陶洪（?—?），晋朝鄱阳郡枭阳县（今江西省都昌县）人，陶侃的长子。
晋惠帝永兴二年（305年），陈敏造反。刘弘以陶侃为江夏郡太守出兵抵御。随郡内史向刘弘诋毁陶侃，陶侃知道后，派长子陶洪、侄子陶臻去刘弘那里为自己辩护。陶洪官至丞相（司马睿）府掾。早卒。后来陶侃的爵位由他的弟弟陶夏和二弟的陶瞻后代继承。